# 阿玛拉普拉
阿瑪拉普拉（緬甸語： a. ma. ra. pu ra.，發音：[ʔəməɹa̰pùɹa̰]，“pu”不吐气音同汉语“补”），又译阿摩罗补罗、阿马拉布拉，缅语别称当苗（တောင်မြို့，意为南城），是缅甸曼德勒省的一座古城，以前是缅甸贡榜王朝的首都。它西邻伊洛瓦底江，北接昌妙达齐区，南临阿瓦。

## 词源
阿瑪拉普拉在梵语、巴利语中的意思是“不朽之城”。

## 历史

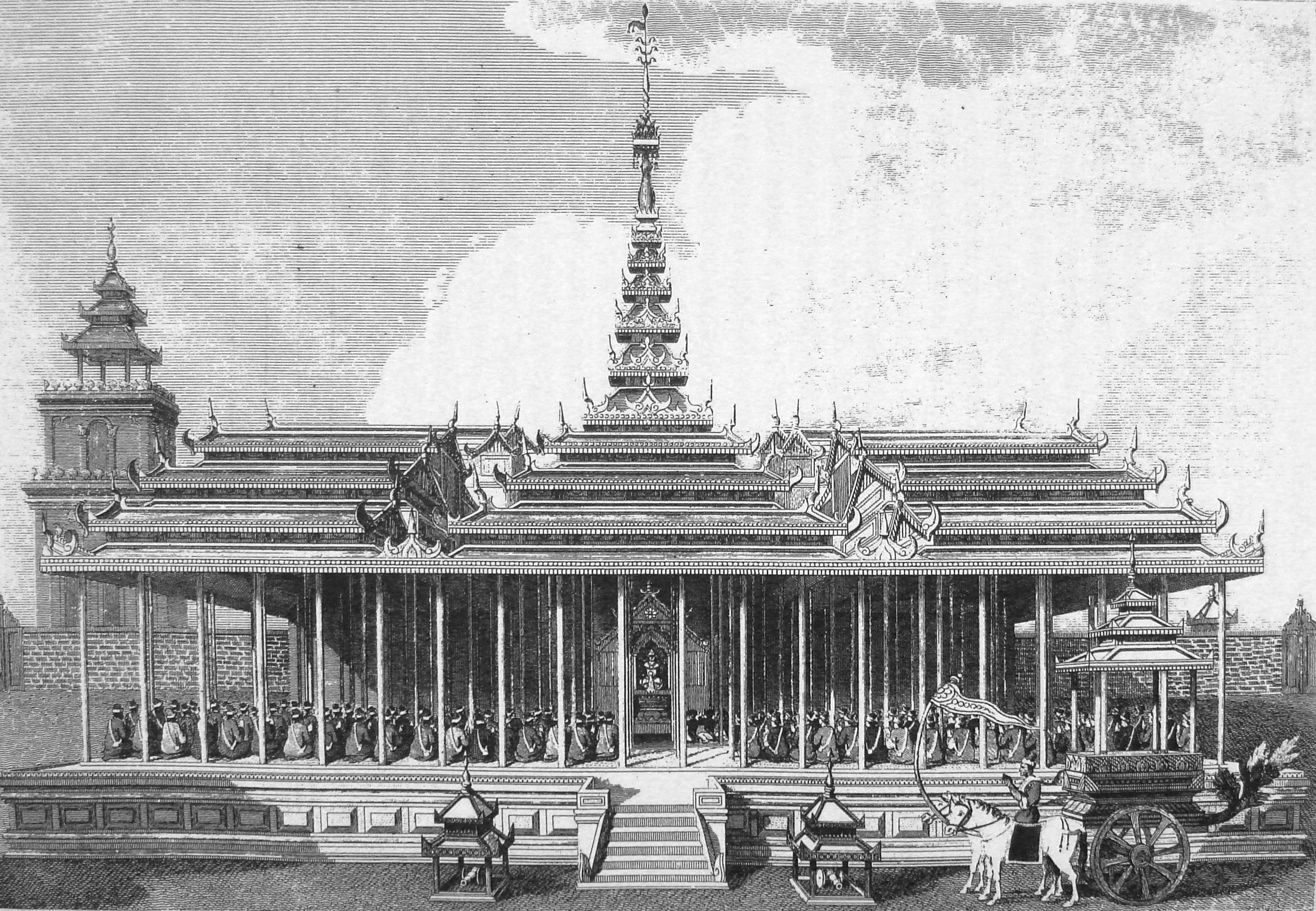
波道帕耶统治时期的阿玛拉普拉王宫

阿玛拉普拉是贡榜王朝波道帕耶王修建的新都城，于1783年5月竣工迁都。19世纪初，锡兰僧人到此求法受戒，返回锡兰依缅法为人授戒，创立阿摩罗补罗派。
1810年，阿玛拉普拉城估计有人口17万，但在同年遭遇火灾，后来巴基道王于1821年11月决定将都城迁回阿瓦。1827年，衰败的阿玛拉普拉城仅余下3万人口。1842年2月，沙耶瓦底王又下令迁都回阿玛拉普拉。
1857年，敏东王在阿玛拉普拉以北11公里的曼德勒山脚下修建新都曼德勒城。1852年，缅甸在第二次英缅战争中战败，国力虚弱，敏东只得将城内围墙、宫殿、屋宇悉数拆卸，用于修建新都。1859年5月23日，敏东王迁都曼德勒城。
阿玛拉普拉城址轮廓大致为一个边长1.2公里的正方形，四角有30米高的砖塔。城内原有一座修有250根贴金木柱的堂皇佛寺，供奉有青铜大佛。
阿玛拉普拉如今是曼德勒省阿玛拉普拉镇区的一座小镇，并和曼德勒近郊的社区连成一片。镇上的亚达纳邦大学开办于2000年，以人文学科为主，学生基本是曼德勒及其近郊的居民。

## 经济
阿玛拉普拉如今以传统织品和青铜铸造产业闻名。阿玛拉普拉是缅服中“阿切”图案织品的发源地。阿切风格流行于贡榜时代，有专门的律例规定何人可以穿戴阿切式缅服。阿玛拉普拉今日也是阿切织品的主要产地。
贡榜王朝时期修建的乌本桥、大佛塔、皎多枝佛塔、纳加永佛塔留存至今，城内马哈甘达永僧院的“千人僧饭”景观颇为著名，令阿玛拉普拉成为曼德勒近郊重要的短途旅行目的地。

## 图册

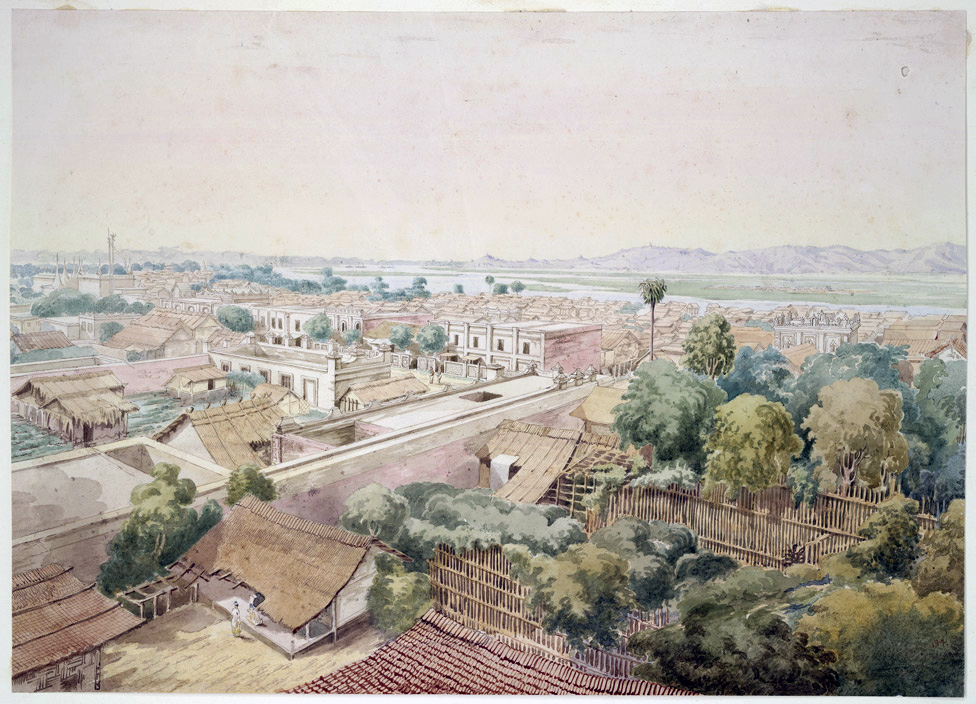
1855年阿马拉普拉全景图
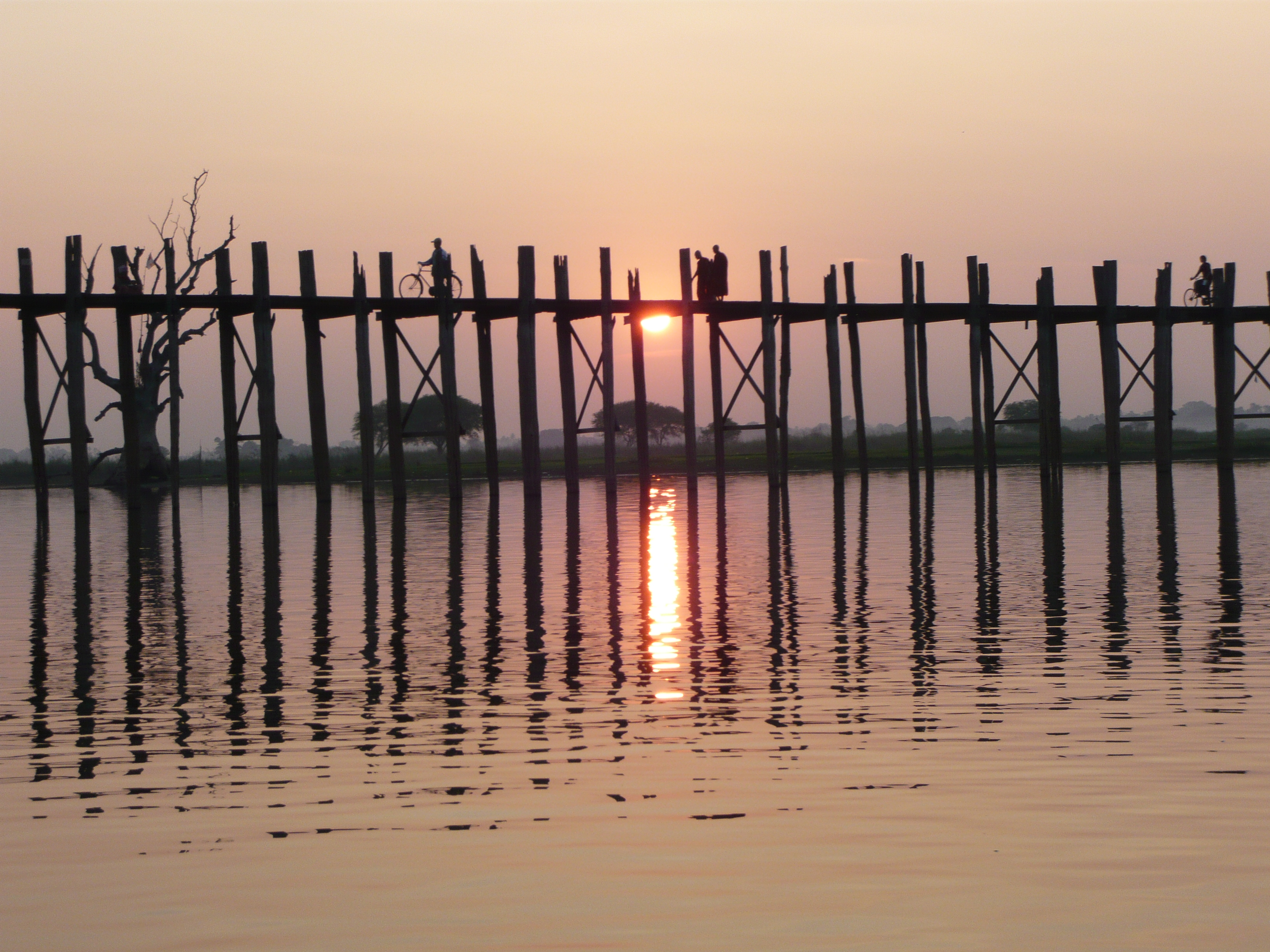
乌本桥
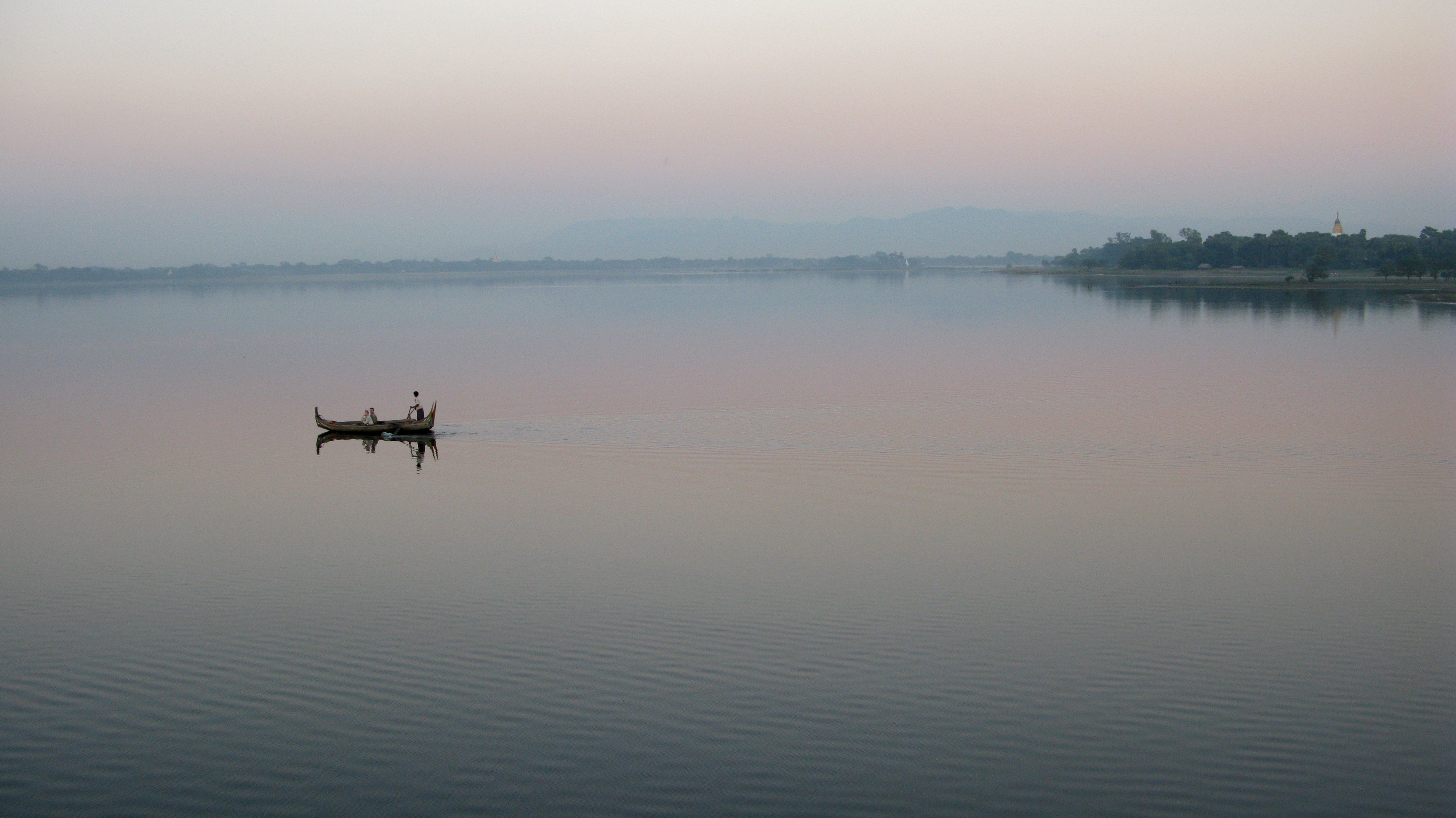
当达曼湖
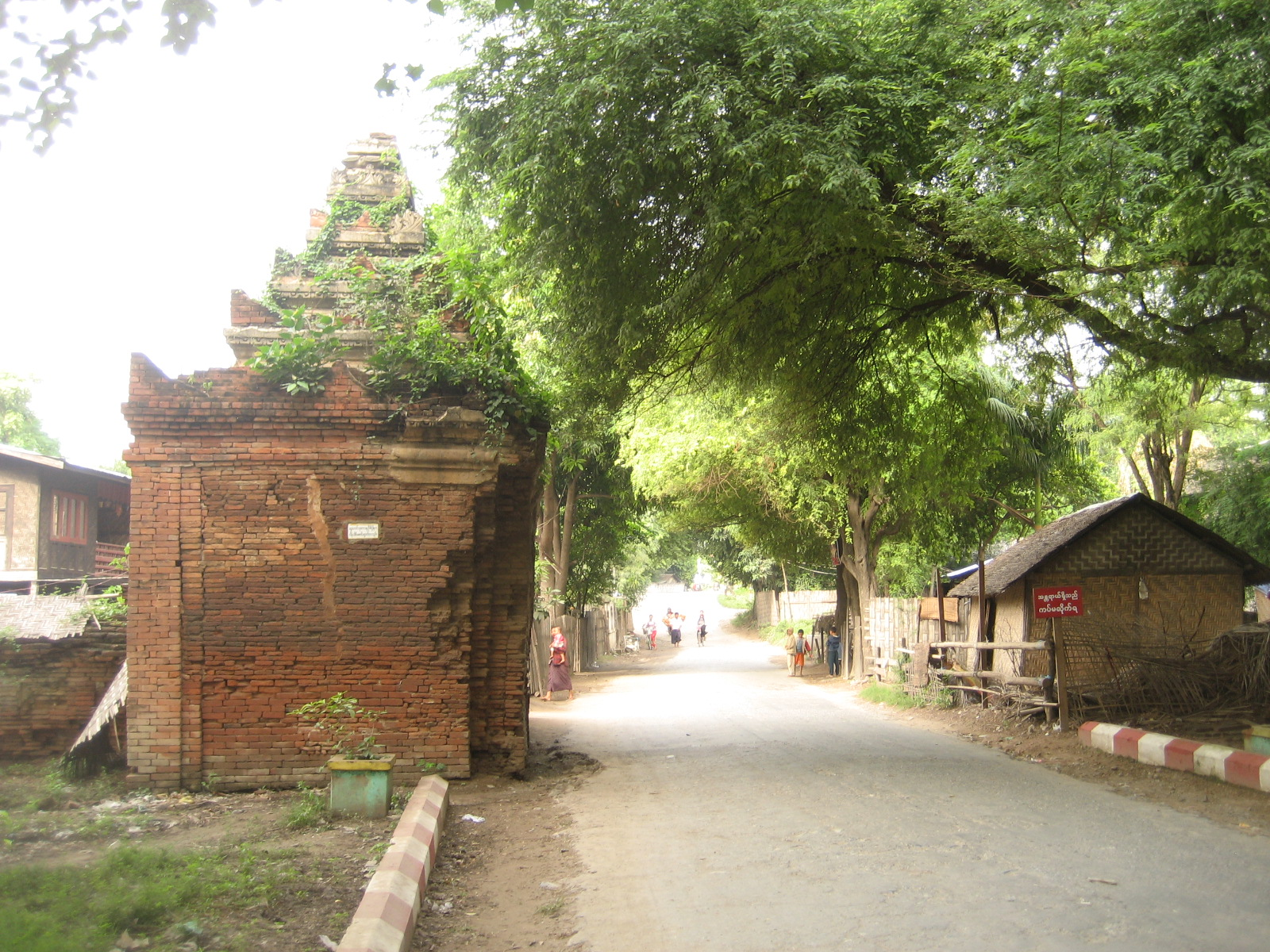
古城门
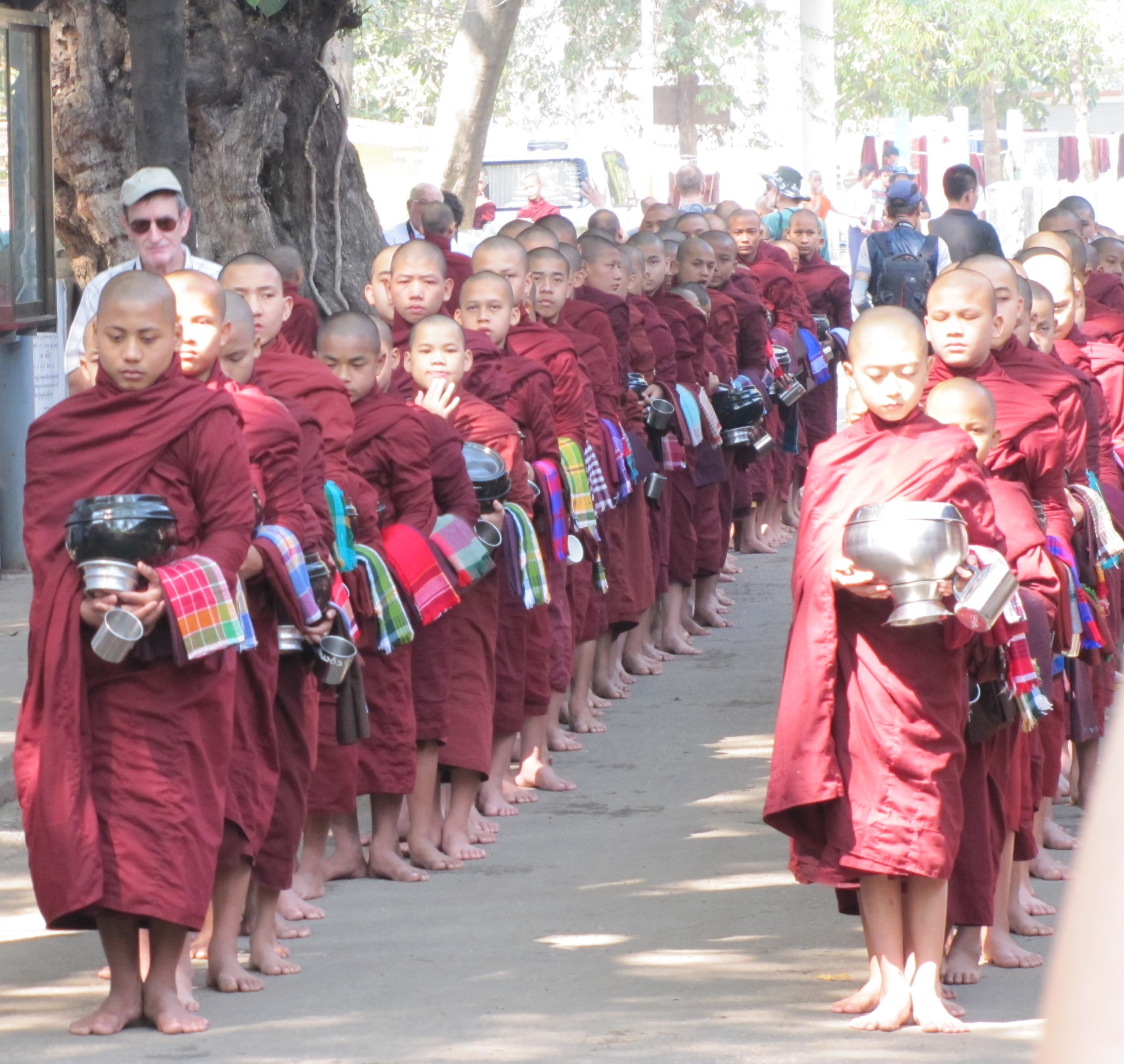
马哈甘达永僧院（英语：Mahagandhayon Monastery）“千人僧饭”
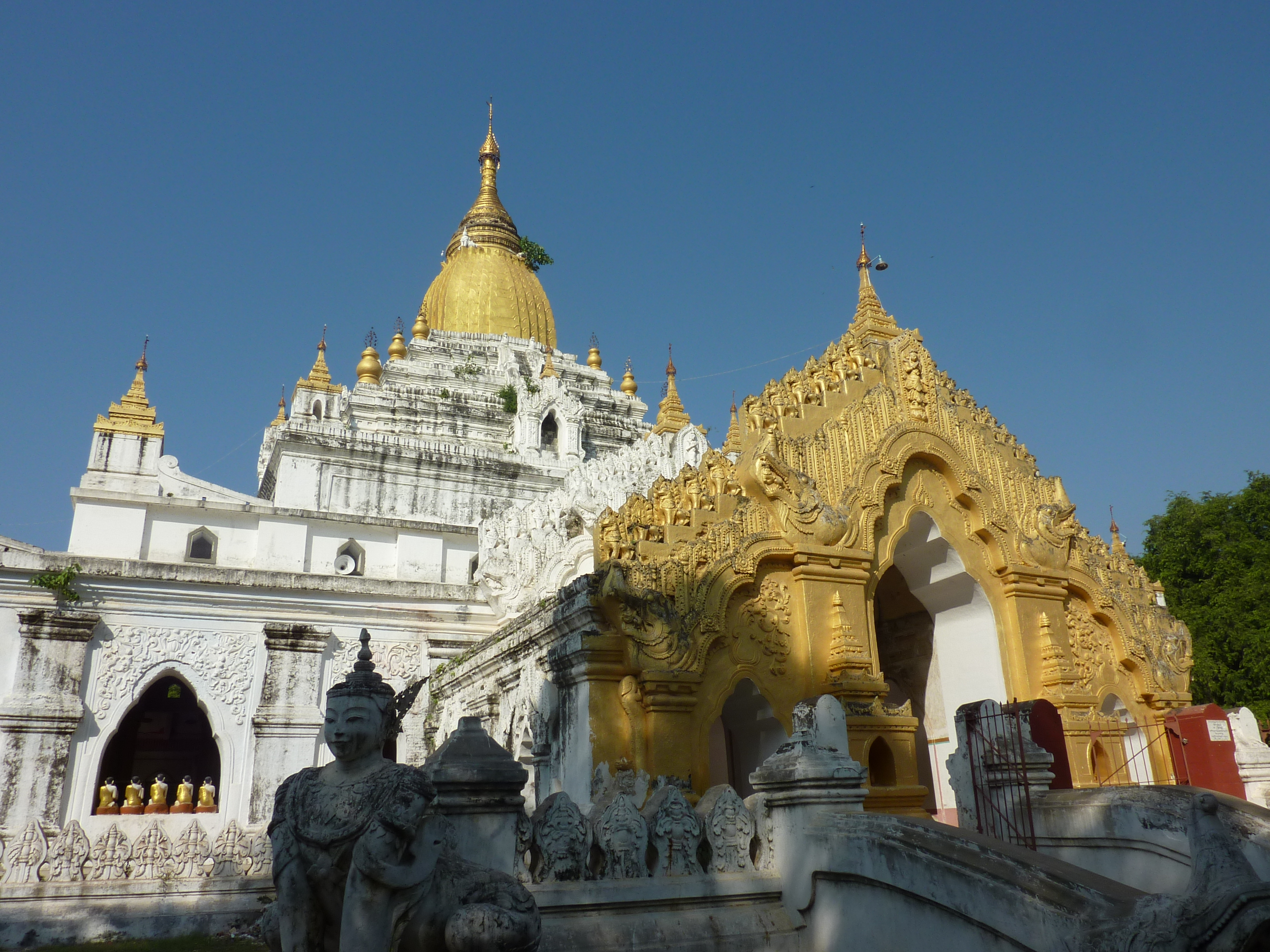
皎多枝佛塔
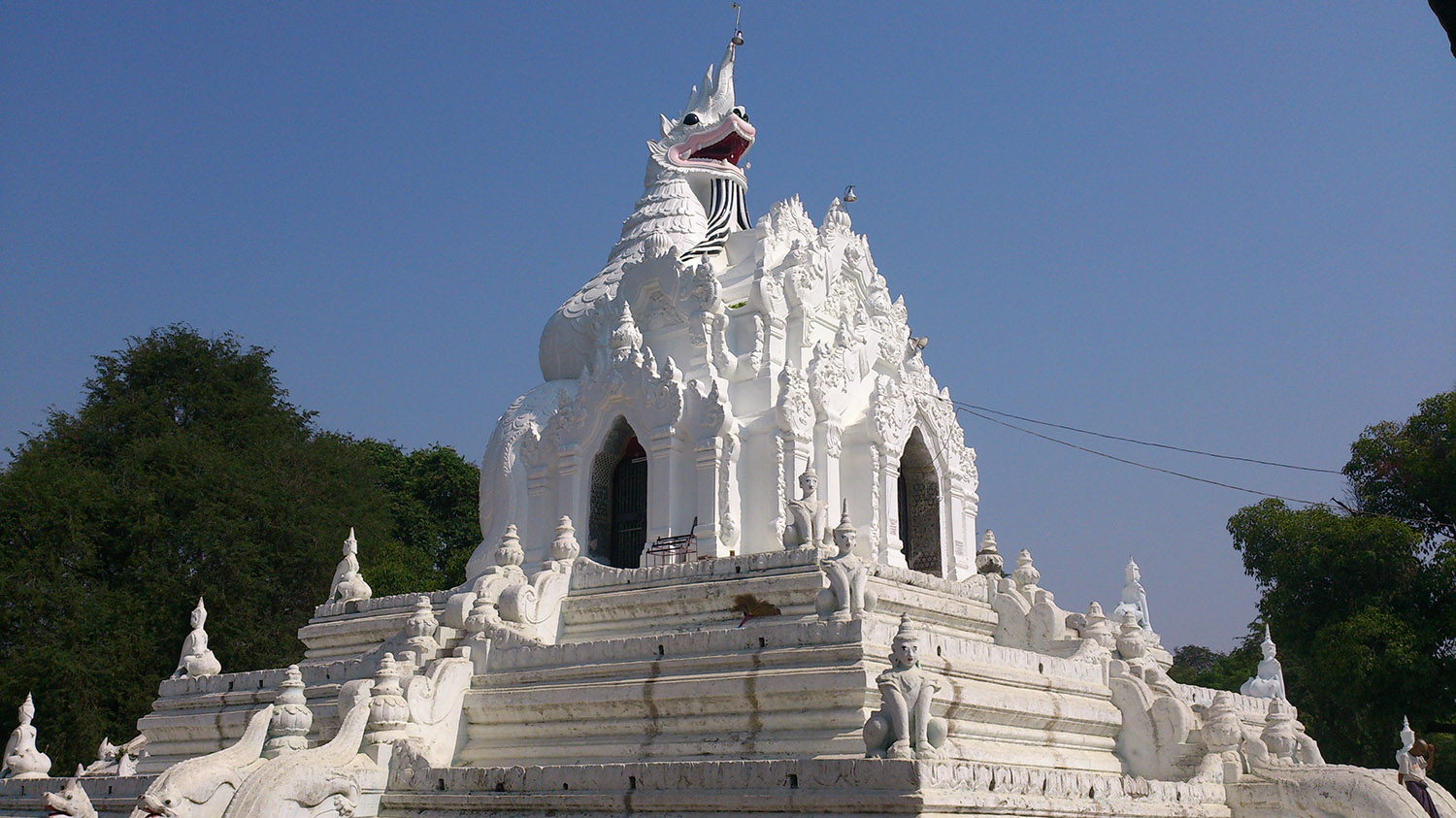
纳加永佛塔
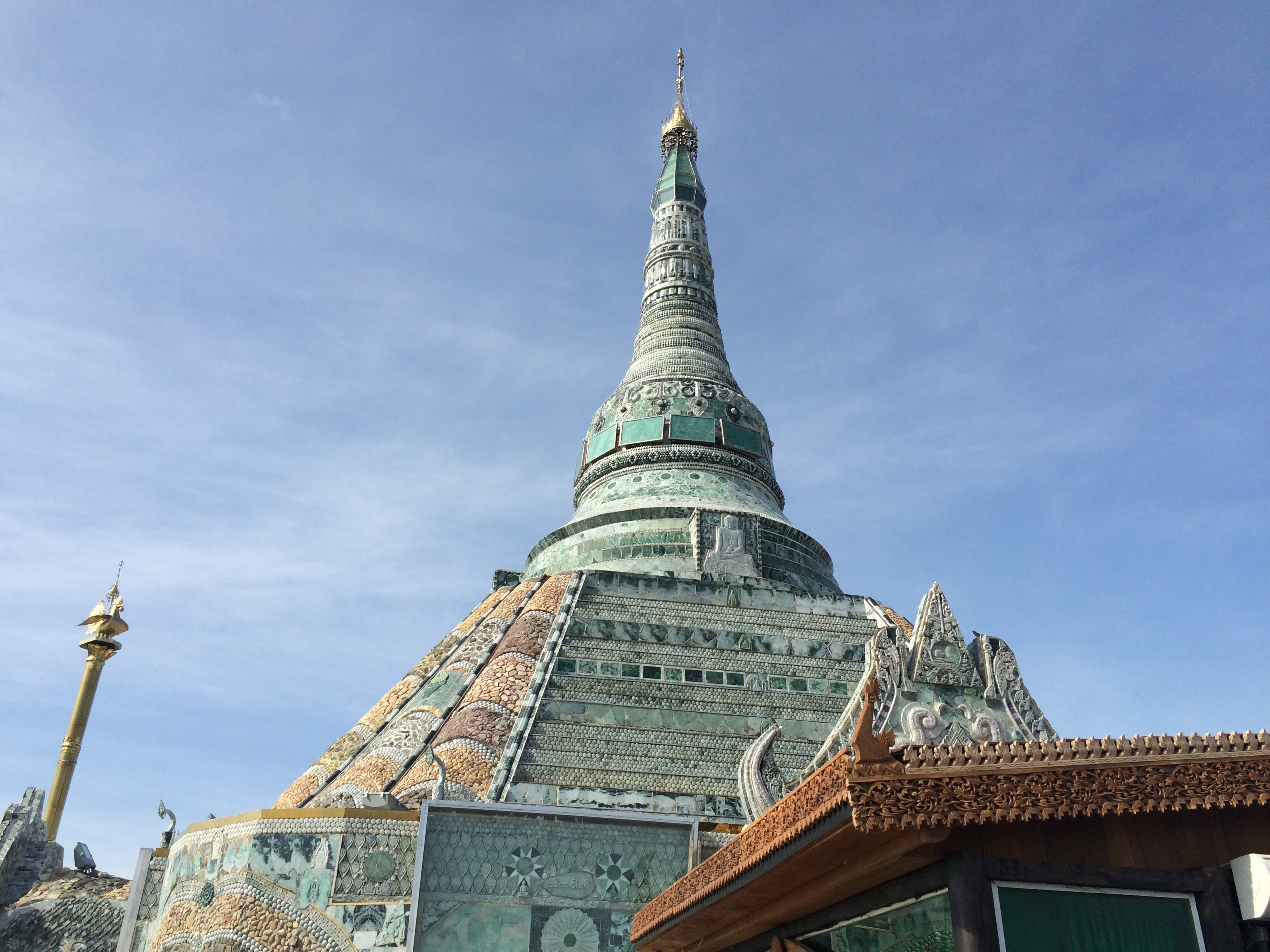
翡翠佛塔